# خلية النحل (رواية)
خلية النحل هي رواية للكاتب كاميلو خوسيه سيلا , نشرت في بوينس آيرس في عام 1945/1946 . لم يستطع نشرها في إسبانيا حتى عام 1951 , وذلك بسبب الرقابة التي كانت موجودة في ذلك الوقت، حيث أن هناك اشارات كثيرة لممارسة الجنس والسجن في ذلك الوقت . هذة القضايا والفترة التي نشرت فيها والتي كان خلالها فرانكو لا يزال الحاكم في إسبانيا، كانت السبب في هذة الرقابة . وفي الفترة التي عُينَ فيها مانويل فراجا وزيراً للداخلية، سمح بنشرها لأول مرة في إسبانيا . فهذه الرواية تعتبر من قِبَل الجريدة الإسبانية «العالم»
واحدة من أعظم مائة رواية في إسبانيا في القرن العشرين .

## نبذة عن الرواية
الهيكل الخارجى لها يتكون من ستة فصول وخاتمة . كل فصلٍ منهم يتكون من عدد مختلف من التتابع في السعة القصيرة، والتي تطور الأحداث في الرواية التي تختلط مع غيرها من التي تحدث في وقت واحد . وهكذا يتم تقسيم ملخص العمل إلى العديد من الحكايات الصغيرة . ما هو مهم هو نتيجة جمعهم والتي تشكل مجموعة من حيوات الكفاح مثل الخلايا في خلية النحل .

## أحداث الرواية
تدور أحداث الرواية في مدريد عام 1942، وتُقدَّم من خلال مئات الشخصيات التي تتقاطع حكاياتها في مقاطع سردية قصيرة، لتشكّل صورة بانورامية لحياة الطبقة الوسطى المتدهورة تحت حكم فرانكو. تبدأ القصة في أحد المقاهي، ومنه تتفرع إلى مشاهد من الحياة اليومية، حيث يعاني الناس من الفقر، القمع، والخيبة، في مجتمع يشبه خلية نحل مضطربة

## أقتباسات من الرواية
"لا سبيل إلى عمل شيء ملائم أو شيء يستحقُّ العناء من دون انضباط." هذا الاقتباس يُبرز أهمية النظام في عالم فوضوي، ويعكس فلسفة الكاتب تجاه الحياة اليومية في مدريد المضطربة .

 "ذلك العالم حيث راح كل شيء يُخفِق رويدًا رويدًا، من دون أن يفهمه أحد." تصوير شاعري لانهيار القيم والآمال في مجتمع يعاني من القمع والضياع .
من موقع أبجد، يمكن العثور على المزيد من الاقتباسات التي أضافها القرّاء، مثل: "رواية خلية النحل رغم كثرة الشخصيات وتزاحمها، لكنها خلية نحل حقيقية، تحتاج فقط إلى قلم وكشكول لتدوين الملاحظات."
"ذلك العالم حيث راح كل شيء يُخفِق رويدًا رويدًا، من دون أن يفهمه أحد." اقتباس يعكس شعور الانهيار التدريجي والضياع في مجتمع فقد بوصلته الأخلاقية والسياسية .

 "رواية خلية النحل رغم كثرة الشخصيات وتزاحمها، لكنها خلية نحل حقيقية، تحتاج فقط إلى قلم وكشكول لتدوين الملاحظات." وصف من أحد القرّاء يبرز تعقيد الرواية وتعدد الأصوات فيها، ويُشيد بترجمة مارك جمال الدقيقة 

## أسلوب الرواية
يتسم أسلوب رواية خلية النحل لكاميلو خوسيه سيلا بالتركيب الفسيفسائي، حيث تُبنى من مئات المقاطع السردية القصيرة التي تتقاطع فيها حكايات أكثر من 300 شخصية، ما يمنح النص طابعًا بانوراميًا يعكس واقع المجتمع الإسباني في مدريد خلال أربعينيات القرن العشرين. يستخدم سيلا لغة تجمع بين الحيادية والبلاغة، وتتنوع بين الفصحى والسوقية، مما يضفي على الرواية طابعًا واقعيًا نابضًا بالحياة. كما يعتمد على تقنيات سردية غير تقليدية، مثل التتابع الزمني المتقطع وتعدد وجهات النظر، ليخلق سردًا جماعيًا يعكس التدهور الاجتماعي والاقتصادي في ظل حكم فرانكو، ويُعد هذا الأسلوب تجسيدًا لفكرة "الخلية" التي تتعاون فيها الشخصيات ضمن نظام مضطرب

## روابط خارجية
- خلية النحل على موقع الموسوعة البريطانية (الإنجليزية)